# Кол д'Ерба (Перуђа)
Кол д'Ерба је насеље у Италији у округу Перуђа, региону Умбрија.
Према процени из 2011. у насељу је живело 15 становника. Насеље се налази на надморској висини од 264 м.